# Anomis picta
Anomis picta är en fjärilsart som beskrevs av Jan Sepp 1828. Anomis picta ingår i släktet Anomis och familjen nattflyn. Inga underarter finns listade i Catalogue of Life.